# Hostal del Lledoner
Hostal del Lledoner és una obra del municipi de Granollers (Vallès Oriental) protegida com a bé cultural d'interès local.

## Descripció
Edifici de planta rectangular, amb planta baixa, pis i un cos central que sobresurt, degut possiblement a que és el resultat de la reforma d'una masia de planta basilical.
Limitat per una balustrada a la façana i amb coberta plana de teules àrabes. El portal d'entrada, amb arc rebaixat, dues finestres a la planta baixa, tres al primer pis i una al segon. L'edifici té carreus als cantons i la façana és, de pedra i maó, arrebossada.

## Història
Situat al nord del carrer Corró, és el barri Lledoner, que fou segregat de les Franqueses l'any 1922, i pertany des d'aleshores a Granollers. És una antiga masia al costat del camí ral. El caseriu Lledoner és denominat popularment «L'Hostal», i és possible que s'hagués fet servir com a tal.